# 大凉疣螈
大凉疣螈（学名：Tylototriton taliangensis）为蝾螈科疣螈属的两栖动物，是中国的特有物种。分布于四川等地，主要生活于山区。其生存的海拔范围为1390至2650米。该物种的模式产地在四川冕宁。

## 保护
- 中国国家重点保护动物等级：二级